# Bombus parthenius
Bombus parthenius är en biart som beskrevs av Richards 1934. Den ingår i släktet humlor och familjen långtungebin. Inga underarter finns listade.

## Beskrivning
Arten är gråhårig på huvud och mellankropp med gula vingfästen. Tergit 1 är gul, tergit 2 grå, tergit är framtill grå i mitten och svart på sidorna, medan den bakre delen är orange i mitten och grå på sidorna. De resterade tergiterna är orange, utom bakkroppsspetsen, som är svart.

## Utbredning
Utbredningsområdet omfattar Indien (Sikkim, Uttarakhand och Arunachal Pradesh), Kashmir, Nepal, Bhutan, Kina (Tibet, Sichuan, Yunnan, Guizhou och Guangxi) samt Myanmar.

## Ekologi
Bombus parthenius är en bergsart som i Nepal håller sig kring 2 800 m, i Arunachal Pradesh förekommer mellan 2 950 och 3 3 700 m samt i Kashmir förekommer mellan 3 000 och 4 000 m. Arten flyger i april.